# كولن دوبسون
كولن دوبسون (بالإنجليزية: Colin Dobson)‏ هو لاعب كرة قدم ومدرب كرة قدم بريطاني، ولد في 9 مايو 1940 في إستون ‏ في المملكة المتحدة. شارك مع منتخب إنجلترا تحت 21 سنة لكرة القدم. أما مع النوادي، فقد لعب مع برايتون أند هوف ألبيون وشيفيلد وينزداي ونادي بريستول روفيرز وهدرسفيلد تاون.